# Musée archéologique civique (Pitigliano)
Pour les articles homonymes, voir Musée archéologique civique.
Le Musée archéologique civique de Pitigliano (Museo civico archeologico di Pitigliano) se situe à Pitigliano  une commune de la province de Grosseto en Toscane (Italie).

## Histoire
Déjà en 1864, un Antiquarium, qui conservait entre autres des pièces archéologiques étrusques, existait à Pitigliano. Au cours du XXe siècle il fut aménagé afin d'accueillir les pièces, toujours plus nombreuses mises au jour dans la zone. 
Après la Seconde Guerre mondiale, l'Antiquarium gravement endommagé, fut fermé et ses collections transférées à Grosseto et Florence.
En 1995, grâce à La donation de la collection Vaselli à la commune, un nouveau musée archéologique vit le jour hébergé dans le Palazzo Orsini.
En 1999 le musée a été remanié afin d'exposer les pièces archéologiques provenant des fouilles effectuées à Pitigliano (1998) et les céramiques de la collection B. Martinucci.

## Collections
- La collection Adele Vaselli comporte environ mille pièces provenant de la nécropole de Poggio Buco où la donatrice avait effectué des fouilles dans son domaine dans les années 1950 - 1960 :
  - Vases avec décorations géométriques
  - Groupe de vases étrusco-corinthiens et de bucchero, grands cratères et amphores d'eau (hydria) datables de la première moitié du VIe siècle av. J.-C.
- La collection B. Martinucci :
  - Pièces archéologiques en céramique : formes typiques vasculaires étrusques des VIIe et VIe siècles av. J.-C.
  - Un fragment de kylix attique à figures noires d'un artiste proche du peintre Exékias.
- Objets provenant de l'aire dite Le Macerie :
  - Objets datables de la fin de l'âge du bronze jusqu'au IIIe siècle av. J.-C., retrouvés dans le centre historique de Pitigliano (1998).

## Le magasin-laboratoire
Le magasin-laboratoire annexé au musée effectue la restauration des pièces céramiques.

## Sources
- Voir liens externes